# 君しか勝たん
「君しか勝たん」（きみしかかたん）は、日本の女性アイドルグループ日向坂46の楽曲。秋元康が作詞、デレク・ターナーが作曲した。2021年5月26日に5枚目のシングルとしてSony Recordsより発売された。楽曲のセンターポジションは加藤史帆が務めた。第72回NHK紅白歌合戦歌唱曲。

## 背景とリリース
2021年の第1弾シングル。前作『ソンナコトナイヨ』以来、約1年3か月ぶりのリリースとなる。
Blu-ray付属の初回仕様限定盤TYPE-A・B・C・D、CDのみの通常盤の全5形態での発売。
2021年3月26・27日に開催された自身のデビュー2周年ライブ『日向坂46 デビュー2周年キャンペーン Special 2days』の27日公演である『～MEMORIAL LIVE：2回目のひな誕祭～』で本作の発売が発表された。
全5形態のジャケットは、日向坂46の作品で初めて、表面と裏面で別のメンバーの写真を使ったリバーシブル仕様のデザインとなる。
全形態共通収録のカップリング曲「声の足跡」では、フルメンバー歌唱曲として日向坂46初のダブルセンターとなっている。
ソロ曲を除き、本作品に収録された全曲のフォーメーションおよび、センターメンバーが公表されている。
TYPE-A・B・C・Dには特典映像として、全メンバーによる個人PVが初収録されている。PVはメンバーそれぞれが出した原案をもとに制作された。2期生の松田好花の個人PV（TYPE-B収録）予告の再生回数は公開から約3か月後に100万再生を突破し、グループメンバー内トップの再生数を記録している。また、3期生の山口陽世の個人PV（TYPE-A収録）に、元プロ野球選手のアレックス・ラミレスが出演したことが大きな話題となった。
2020年5月に活動再開した1期生の影山優佳と、2020年2月にグループに加入した新三期生の髙橋未来虹、森本茉莉、山口陽世はシングル初参加となり、日向坂46メンバー22名が全員参加する初のシングル作品となった。
表題曲のMVは公開から、およそ20時間でYouTubeでの再生回数が100万回を超え、同年12月12日に1,000万回を突破した。

## アートワーク
| TYPE-A 表 | 加藤史帆                                   |
| TYPE-A 裏 | 富田鈴花・髙橋未来虹                       |
| TYPE-B 表 | 金村美玖・小坂菜緒                         |
| TYPE-B 裏 | 高瀬愛奈・山口陽世                         |
| TYPE-C 表 | 河田陽菜・丹生明里                         |
| TYPE-C 裏 | 松田好花・影山優佳                         |
| TYPE-D 表 | 齊藤京子・佐々木美玲・高本彩花             |
| TYPE-D 裏 | 森本茉莉・宮田愛萌                         |
| 通常盤 表 | 上村ひなの・濱岸ひより・東村芽依・渡邊美穂 |
| 通常盤 裏 | 潮紗理菜・佐々木久美                       |

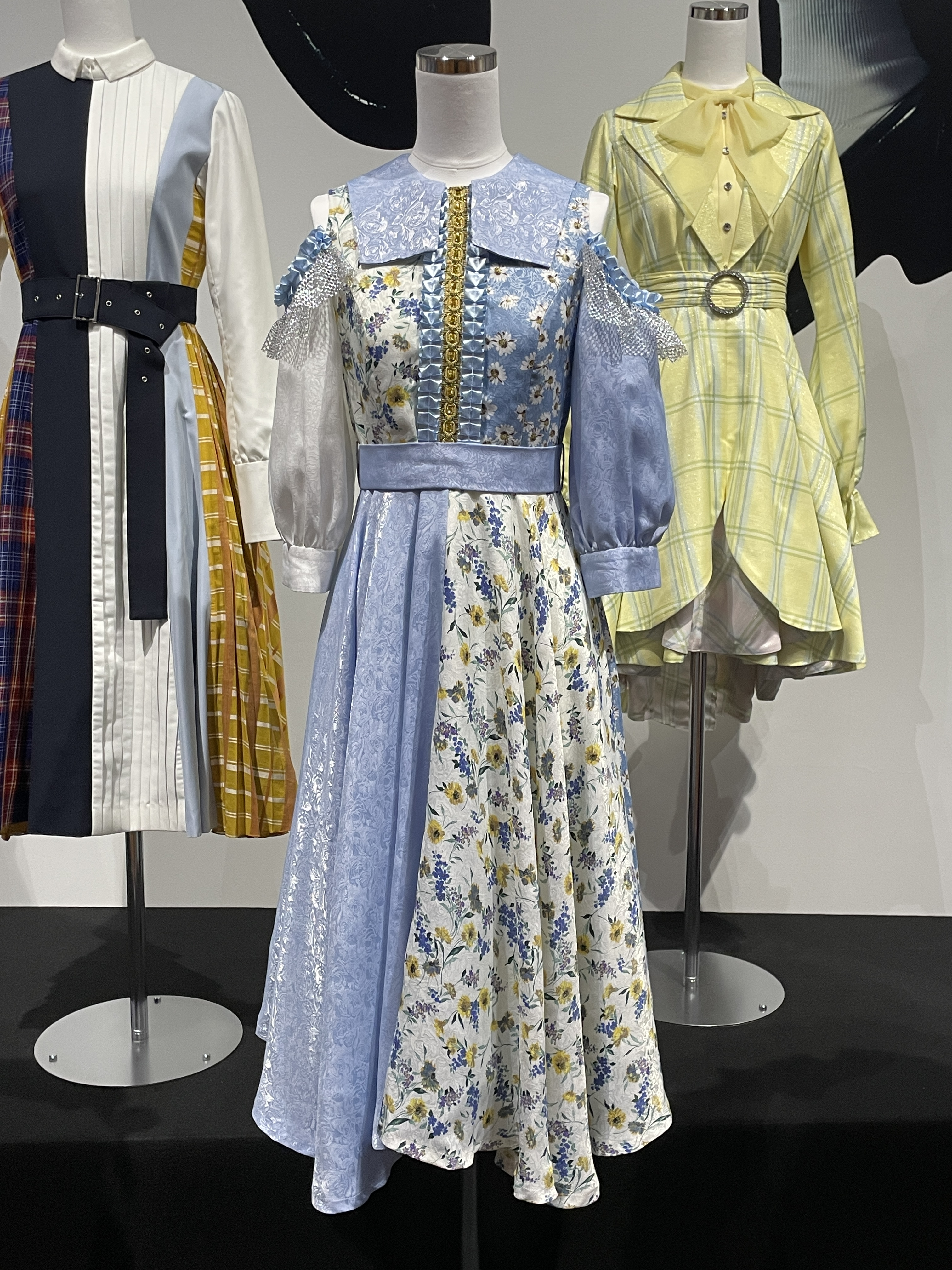
六本木ミュージアムの日向坂46展「WE R!」で展示された『君しか勝たん 』の歌唱衣装（2024年5月13日撮影）

初のリバーシブル仕様で「シスターフッド」をコンセプトに撮影された。

## チャート成績
2021年5月25日付の『デイリー シングルランキング』で初日推定売上38万4,973枚を記録し、初登場1位を獲得した。
2021年6月7日付の『オリコン週間ランキング』においても、初週推定売上48万6,074枚を記録し初登場1位、二週目の2021年6月14日付と、三週目の2021年6月21日付の同ランキングでも、推定売上2万9,287枚、および、1万2,587枚を記録し二週連続3位にランクインしている。
これで1stシングルから5作連続で初週40万枚超えとなり、自身がもつ1stシングルから4作連続初週40万枚超えの歴代記録を5作連続に更新した。
2021年6月7日付の『Billboard JAPAN Top Singles Sales』でも初週推定売上50万3,745枚を記録し初登場1位となり、二週目の2021年6月14日付の同ランキングでも、推定売上2万9,375枚を記録し3位にランクインし、三週目の2021年6月21日付の同ランキングでも、推定売上1万2,810枚を記録し4位にランクインしている。

## ミュージック・ビデオ
君しか勝たん
監督：田向潤 / 振付：CRE8BOY / 制作：AOI Pro.
とても大きなスタジオにたくさんのセットを作り、ワンカット風の作品に撮影されている。随所に見られるアナログな仕掛けやフィーリングの合ったパフォーマンスを見せるメンバーの姿から視線を外せない作品となっている。1番サビのダンスシーンでメンバーの後ろに写し出されている映像は、加藤史帆が撮影したものとなっている。
声の足跡
監督：安藤隼人 / 振付：TAKAHIRO / 制作：P.I.C.S.
この作品は彼女達がリアルに過ごした青春の日々をキーワードとし、学校を背景として映像化。一つ一つのシーンのほとんどが改名前のけやき坂46を含む過去の作品とリンクするなど、メンバー達の青春のプロセスをたどる作品となっている。映像の画面サイズはアメリカンビスタサイズを用いている。
Right?
監督：KASICO（FIXION）/ 振付：いりぽん / 制作：PARADE Tokyo
まるでシンクロしているかのようなダンスが色鮮やかで印象深い映像に華を添えている。ファッション誌やスクラップブック風のコラージュのようなマルチスクリーンで構成されている。
どうする?どうする?どうする?
監督：月田茂 / 振付：木下菜津子 / 制作：THINGMEDIA
「普通」をキーワードにメンバーの様々な姿が映像化されている。サプライズゲストとして俳優の竹中直人が出演している。
世界にはThank you!が溢れている
監督：大喜多正毅 / 振付：CRE8BOY / 制作：P.I.C.S.
センターを核に色々な街へと旅をする古典的なサーカス団の一員となり、どこかファンタステックな魅力溢れるメンバーにピタリとハマる世界観を描いている。

## メディアでの使用
君しか勝たん
ローソン『日向坂46キャンペーン』テーマソング。
『ビビッドアーミー』CMソング。
InterFM897『佐藤満春のジャマしないラジオ』2021年4月・5月度エンディングテーマ。
声の足跡
日本テレビ系ドラマ『声春っ!』主題歌。
世界にはThank you!が溢れている
『ビビッドアーミー「ビビアミ夏祭り!」篇』CMソング。

## シングル収録トラック

### TYPE-A
| #         | タイトル                        | 作詞      | 作曲             | 編曲           | 時間  |
| --------- | ------------------------------- | --------- | ---------------- | -------------- | ----- |
| 1.        | 「君しか勝たん」                | 秋元康    | デレク・ターナー | APAZZI         | 4:37  |
| 2.        | 「声の足跡」                    | 秋元康    | A-NOTE、S-TONE   | A-NOTE、S-TONE | 4:47  |
| 3.        | 「嘆きのDelete」(加藤史帆ソロ)  | 秋元康    | mixakissa        | 野中"まさ"雄一 | 3:38  |
| 4.        | 「君しか勝たん off vocal ver.」 |           | デレク・ターナー | APAZZI         | 4:37  |
| 5.        | 「声の足跡 off vocal ver.」     |           | A-NOTE、S-TONE   | A-NOTE、S-TONE | 4:47  |
| 6.        | 「嘆きのDelete off vocal ver.」 |           | mixakissa        | 野中"まさ"雄一 | 3:36  |
| 合計時間: | 合計時間:                       | 合計時間: | 合計時間:        | 合計時間:      | 26:02 |

| #         | タイトル                     | 作詞      | 作曲・編曲 | 監督       | 時間 |
| --------- | ---------------------------- | --------- | ---------- | ---------- | ---- |
| 1.        | 「君しか勝たん Music Video」 |           |            | 田向潤     | 5:12 |
| 2.        | 「声の足跡 Music Video」     |           |            | 安藤隼人   | 4:58 |
| 3.        | 「齊藤京子」                 |           |            | 橋本侑次朗 | 5:24 |
| 4.        | 「佐々木美玲」               |           |            | 中村七瀬   | 6:33 |
| 5.        | 「高瀬愛奈」                 |           |            | 頃安祐良   | 7:20 |
| 6.        | 「金村美玖」                 |           |            | 三本菅悠   | 5:08 |
| 7.        | 「宮田愛萌」                 |           |            | 川本真大   | 5:47 |
| 8.        | 「山口陽世」                 |           |            | 田村啓介   | 7:25 |
| 合計時間: | 合計時間:                    | 合計時間: | 47:47      |            |      |

### TYPE-B
| #         | タイトル                        | 作詞      | 作曲             | 編曲           | 時間  |
| --------- | ------------------------------- | --------- | ---------------- | -------------- | ----- |
| 1.        | 「君しか勝たん」                | 秋元康    | デレク・ターナー | APAZZI         | 4:37  |
| 2.        | 「声の足跡」(4:03)              | 秋元康    | A-NOTE、S-TONE   | A-NOTE、S-TONE | 4:47  |
| 3.        | 「Right?」(三期生)              | 秋元康    | 小網準           | 小網準         | 4:03  |
| 4.        | 「君しか勝たん off vocal ver.」 |           | デレク・ターナー | APAZZI         | 4:37  |
| 5.        | 「声の足跡 off vocal ver.」     |           | A-NOTE、S-TONE   | A-NOTE、S-TONE | 4:47  |
| 6.        | 「Right? off vocal ver.」       |           | 小網準           | 小網準         | 4:02  |
| 合計時間: | 合計時間:                       | 合計時間: | 合計時間:        | 合計時間:      | 26:53 |

| #         | タイトル                     | 作詞      | 作曲・編曲 | 監督           | 時間 |
| --------- | ---------------------------- | --------- | ---------- | -------------- | ---- |
| 1.        | 「君しか勝たん Music Video」 |           |            | 田向潤         | 5:12 |
| 2.        | 「Right? Music Video」       |           |            | KASICO         | 4:17 |
| 3.        | 「潮紗理菜」                 |           |            | 荒川隆一郎     | 7:46 |
| 4.        | 「影山優佳」                 |           |            |                | 8:08 |
| 5.        | 「高本彩花」                 |           |            | いしいかつあき | 5:18 |
| 6.        | 「丹生明里」                 |           |            | 田村啓介       | 9:13 |
| 7.        | 「松田好花」                 |           |            | 吉田裕紀       | 7:59 |
| 8.        | 「森本茉莉」                 |           |            | 杉山弘樹       | 8:04 |
| 合計時間: | 合計時間:                    | 合計時間: | 55:57      |                |      |

### TYPE-C
| #         | タイトル                                       | 作詞      | 作曲             | 編曲           | 時間  |
| --------- | ---------------------------------------------- | --------- | ---------------- | -------------- | ----- |
| 1.        | 「君しか勝たん」                               | 秋元康    | デレク・ターナー | APAZZI         | 4:37  |
| 2.        | 「声の足跡」                                   | 秋元康    | A-NOTE、S-TONE   | A-NOTE、S-TONE | 4:47  |
| 3.        | 「どうする?どうする?どうする?」(一期生)        | 秋元康    | CHOCOLATE MIX    | CHOCOLATE MIX  | 4:19  |
| 4.        | 「君しか勝たん off vocal ver.」                |           | デレク・ターナー | APAZZI         | 4:37  |
| 5.        | 「声の足跡 off vocal ver.」                    |           | A-NOTE、S-TONE   | A-NOTE、S-TONE | 4:47  |
| 6.        | 「どうする?どうする?どうする? off vocal ver.」 |           | CHOCOLATE MIX    | CHOCOLATE MIX  | 4:18  |
| 合計時間: | 合計時間:                                      | 合計時間: | 合計時間:        | 合計時間:      | 27:25 |

| #         | タイトル                                    | 作詞      | 作曲・編曲 | 監督     | 時間 |
| --------- | ------------------------------------------- | --------- | ---------- | -------- | ---- |
| 1.        | 「君しか勝たん Music Video」                |           |            | 田向潤   | 5:12 |
| 2.        | 「どうする?どうする?どうする? Music Video」 |           |            | 月田茂   | 6:32 |
| 3.        | 「小坂菜緒」                                |           |            | 島田檸檬 | 7:08 |
| 4.        | 「富田鈴花」                                |           |            | 永井樹里 | 6:58 |
| 5.        | 「濱岸ひより」                              |           |            | 月田茂   | 8:06 |
| 6.        | 「渡邉美穂」                                |           |            | 頃安祐良 | 8:17 |
| 7.        | 「上村ひなの」                              |           |            | 山本篤彦 | 8:19 |
| 合計時間: | 合計時間:                                   | 合計時間: | 50:32      |          |      |

### TYPE-D
| #         | タイトル                                          | 作詞      | 作曲             | 編曲           | 時間  |
| --------- | ------------------------------------------------- | --------- | ---------------- | -------------- | ----- |
| 1.        | 「君しか勝たん」                                  | 秋元康    | デレク・ターナー | APAZZI         | 4:37  |
| 2.        | 「声の足跡」                                      | 秋元康    | A-NOTE、S-TONE   | A-NOTE、S-TONE | 4:47  |
| 3.        | 「世界にはThank you!が溢れている」(二期生)        | 秋元康    | 野村陽一郎       | 野村陽一郎     | 5:14  |
| 4.        | 「君しか勝たん off vocal ver.」                   |           | デレク・ターナー | APAZZI         | 4:37  |
| 5.        | 「声の足跡 off vocal ver.」                       |           | A-NOTE、S-TONE   | A-NOTE、S-TONE | 4:47  |
| 6.        | 「世界にはThank you!が溢れている off vocal ver.」 |           | 野村陽一郎       | 野村陽一郎     | 5:13  |
| 合計時間: | 合計時間:                                         | 合計時間: | 合計時間:        | 合計時間:      | 29:15 |

| #         | タイトル                                       | 作詞      | 作曲・編曲 | 監督                     | 時間 |
| --------- | ---------------------------------------------- | --------- | ---------- | ------------------------ | ---- |
| 1.        | 「君しか勝たん Music Video」                   |           |            | 田向潤                   | 5:12 |
| 2.        | 「世界にはThank you!が溢れている Music Video」 |           |            | 大喜多正毅               | 5:26 |
| 3.        | 「加藤史帆」                                   |           |            | YASU FUJINAMI            | 6:14 |
| 4.        | 「佐々木久美」                                 |           |            | かとうみさと             | 3:45 |
| 5.        | 「東村芽依」                                   |           |            | 橋本侑次朗               | 3:42 |
| 6.        | 「河田陽菜」                                   |           |            | 吉村一平 with ラウンデル | 8:47 |
| 7.        | 「髙橋未来虹」                                 |           |            | 荻颯太郎                 | 5:29 |
| 合計時間: | 合計時間:                                      | 合計時間: | 38:35      |                          |      |

### 通常盤
| #         | タイトル                                  | 作詞      | 作曲                 | 編曲                 | 時間  |
| --------- | ----------------------------------------- | --------- | -------------------- | -------------------- | ----- |
| 1.        | 「君しか勝たん」                          | 秋元康    | デレク・ターナー     | APAZZI               | 4:37  |
| 2.        | 「声の足跡」                              | 秋元康    | A-NOTE、S-TONE       | A-NOTE、S-TONE       | 4:47  |
| 3.        | 「膨大な夢に押し潰されて」                | 秋元康    | 杉山勝彦、Soma Genda | 杉山勝彦、Soma Genda | 4:15  |
| 4.        | 「君しか勝たん off vocal ver.」           |           | デレク・ターナー     | APAZZI               | 4:37  |
| 5.        | 「声の足跡 off vocal ver.」               |           | A-NOTE、S-TONE       | A-NOTE、S-TONE       | 4:47  |
| 6.        | 「膨大な夢に押し潰されて off vocal ver.」 |           | 杉山勝彦、Soma Genda | 杉山勝彦、Soma Genda | 4:14  |
| 合計時間: | 合計時間:                                 | 合計時間: | 合計時間:            | 合計時間:            | 27:17 |

### Special Edition
| 全作詞: 秋元康。 |                                    |           |                      |                      |      |
| #                | タイトル                           | 作詞      | 作曲                 | 編曲                 | 時間 |
| 1.               | 「君しか勝たん」                   | 秋元康    | デレク・ターナー     | APAZZI               | 4:37 |
| 2.               | 「声の足跡」                       | 秋元康    | A-NOTE、S-TONE       | A-NOTE、S-TONE       | 4:47 |
| 3.               | 「どうする?どうする?どうする?」    | 秋元康    | CHOCOLATE MIX        | CHOCOLATE MIX        | 4:19 |
| 4.               | 「世界にはThank you!が溢れている」 | 秋元康    | 野村陽一郎           | 野村陽一郎           | 5:14 |
| 5.               | 「Right?」                         | 秋元康    | 小網準               | 小網準               | 4:03 |
| 6.               | 「膨大な夢に押し潰されて」         | 秋元康    | 杉山勝彦、Soma Genda | 杉山勝彦、Soma Genda | 4:15 |
| 7.               | 「嘆きのDelete」                   | 秋元康    | mixakissa            | 野中"まさ"雄一       | 3:38 |
| 合計時間:        | 合計時間:                          | 合計時間: | 合計時間:            | 30:53                |      |

## 選抜メンバー

### 君しか勝たん
（センター：加藤史帆）
- 3列目：富田鈴花、髙橋未来虹、高瀬愛奈、山口陽世、松田好花、影山優佳、森本茉莉、宮田愛萌、潮紗理菜、佐々木久美[64]
- 2列目：東村芽依、上村ひなの、高本彩花、齊藤京子、佐々木美玲、濱岸ひより、渡邉美穂[64]
- 1列目：河田陽菜、金村美玖、加藤史帆、小坂菜緒、丹生明里[64]

加藤がセンターポジションを務めるのは、けやき坂46名義でリリースされた「ハッピーオーラ」以来、約2年9か月ぶりであり、日向坂46に改名後は初めてとなる。日向坂46のシングル表題曲でのセンターポジション経験者は小坂に続き2人目。また、1列目の河田と丹生は2ndシングル表題曲「ドレミソラシド」以来、シングル2作ぶりの1列目。2列目の濱岸はけやき坂46時代を含め、自身初の2列目となった。

### 声の足跡
（Wセンター：佐々木美玲・丹生明里）
- 3列目：髙橋未来虹、森本茉莉、山口陽世、濱岸ひより、東村芽依、佐々木久美、宮田愛萌、高瀬愛奈、影山優佳[67]
- 2列目：齊藤京子、潮紗理菜、上村ひなの、渡邉美穂、高本彩花、松田好花、富田鈴花[67]
- 1列目：加藤史帆、河田陽菜、丹生明里、佐々木美玲、金村美玖、小坂菜緒[67]

佐々木美玲は、1stアルバム『ひなたざか』リード曲「アザトカワイイ」以来、丹生はけやき坂46時代を含め、自身初の全員曲でのセンター。

### 嘆きのDelete
- 加藤史帆 / ソロ曲[14]

### Right?
- 森本茉莉、山口陽世、上村ひなの、髙橋未来虹 / 3期生曲[14][24]

### どうする?どうする?どうする?
（センター：東村芽依） / 1期生曲
- 2列目：高瀬愛奈、加藤史帆、潮紗理菜、佐々木美玲、佐々木久美、影山優佳[24]
- 1列目：高本彩花、東村芽依、齊藤京子[24]

### 世界にはThank you!が溢れている
（センター：小坂菜緒） / 2期生曲
- 2列目：濱岸ひより、富田鈴花、河田陽菜、丹生明里、松田好花、宮田愛萌[24]
- 1列目：金村美玖、小坂菜緒、渡邉美穂[24]

### 膨大な夢に押し潰されて
（センター：加藤史帆）
- 3列目：富田鈴花、髙橋未来虹、高瀬愛奈、山口陽世、松田好花、影山優佳、森本茉莉、宮田愛萌、潮紗理菜、佐々木久美[24]
- 2列目：東村芽依、上村ひなの、高本彩花、齊藤京子、佐々木美玲、濱岸ひより、渡邉美穂[24]
- 1列目：河田陽菜、金村美玖、加藤史帆、小坂菜緒、丹生明里[24]

## 関連番組
2021年6月27日、MTVで『日向坂46 MUSIC VIDEO HISTORY』が放送された。